# Liste de discours sur l'état de l'Union (États-Unis)
Pour un article plus général, voir Discours sur l'état de l'Union (États-Unis).

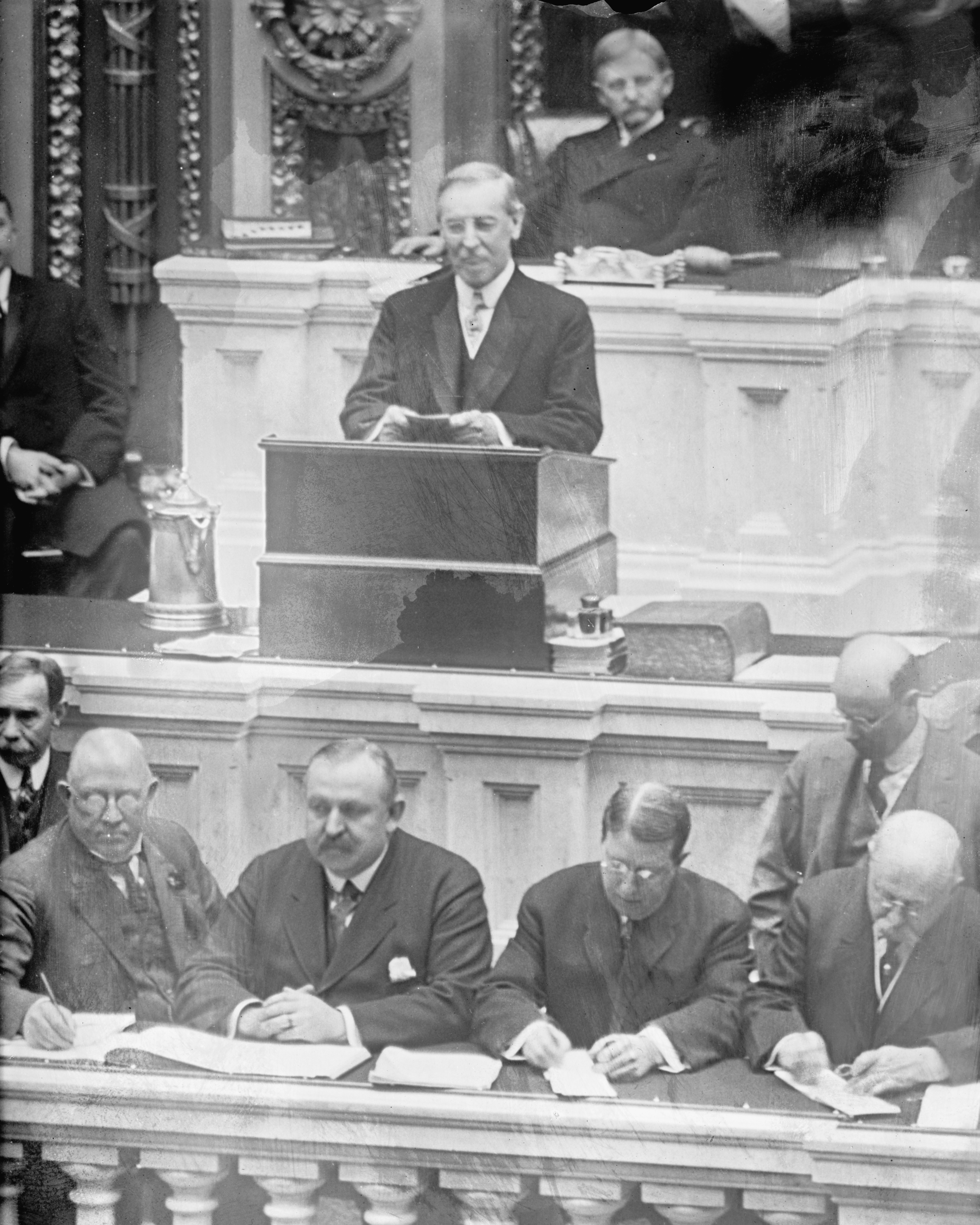
Woodrow Wilson lors de son premier discours sur l'état de l'Union, le 2 décembre 1913. Il s'agissait alors de la première fois qu'un président s'adressait à une session conjointe du Congrès depuis 1801.

Cet article est une liste des discours sur l'état de l'Union. Le discours sur l'état de l'Union est un discours donné chaque année par le président des États-Unis devant le Congrès, réunissant ainsi les pouvoirs législatif et exécutif des États-Unis. La tenue du discours est obligée par la section 3 de l'article II de la Constitution américaine.

## Contexte
Les présidents William Henry Harrison et James A. Garfield sont les seuls présidents américains à ne pas avoir prononcé de discours sur l'état de l'Union, étant tous deux morts moins d'un an après leur investiture.
Avant 1933 et la signature du XXème amendement, le discours sur l'état de l'Union était donné en fin d'année. Depuis, les sessions du Congrès sont ouvertes non plus en mars mais en janvier, affectant la tenue du discours. Il n'y a pas eu de discours en 1933, et depuis 1934 le discours se tient chaque année entre janvier et mars.
Depuis 1981, les présidents sont invités par le Congrès à prononcer un discours l'année de leur investiture lors d'une session conjointe du Congrès ; bien que ce type de discours ressemble à celui du discours sur l'état de l'Union, ces discours ne sont pas reconnus en tant que tels.

## Liste
| Année             | Président                 | Format | Date         | Nombre de mots | Temps (en minutes) |
| ----------------- | ------------------------- | ------ | ------------ | -------------- | ------------------ |
| Janvier 1790      | George Washington         | Parlé  | 8 janvier    | 1089           | Inconnu            |
| Décembre 1790     | George Washington         | Parlé  | 8 décembre   | 1401           | Inconnu            |
| 1791 (en)         | George Washington         | Parlé  | 25 octobre   | 2302           | Inconnu            |
| 1792 (en)         | George Washington         | Parlé  | 6 novembre   | 2101           | Inconnu            |
| 1793 (en)         | George Washington         | Parlé  | 3 décembre   | 1968           | Inconnu            |
| 1794 (en)         | George Washington         | Parlé  | 19 novembre  | 2918           | Inconnu            |
| 1795 (en)         | George Washington         | Parlé  | 8 décembre   | 1989           | Inconnu            |
| 1796 (en)         | George Washington         | Parlé  | 7 décembre   | 2871           | Inconnu            |
| 1797 (en)         | John Adams                | Parlé  | 22 novembre  | 2063           | Inconnu            |
| 1798 (en)         | John Adams                | Parlé  | 8 décembre   | 2197           | Inconnu            |
| 1799 (en)         | John Adams                | Parlé  | 3 décembre   | 1505           | Inconnu            |
| 1800 (en)         | John Adams                | Parlé  | 22 novembre  | 1372           | Inconnu            |
| 1801 (en)         | Thomas Jefferson          | Écrit  | 8 décembre   | 3224           | —                  |
| 1802 (en)         | Thomas Jefferson          | Écrit  | 15 décembre  | 2197           | —                  |
| 1803 (en)         | Thomas Jefferson          | Écrit  | 17 octobre   | 2263           | —                  |
| 1804 (en)         | Thomas Jefferson          | Écrit  | 8 novembre   | 2096           | —                  |
| 1805 (en)         | Thomas Jefferson          | Écrit  | 3 décembre   | 2927           | —                  |
| 1806 (en)         | Thomas Jefferson          | Écrit  | 2 décembre   | 2860           | —                  |
| 1807 (en)         | Thomas Jefferson          | Écrit  | 27 octobre   | 2384           | —                  |
| 1808 (en)         | Thomas Jefferson          | Écrit  | 8 novembre   | 2675           | —                  |
| 1809 (en)         | James Madison             | Écrit  | 29 novembre  | 1831           | —                  |
| 1810 (en)         | James Madison             | Écrit  | 5 décembre   | 2446           | —                  |
| 1811 (en)         | James Madison             | Écrit  | 5 novembre   | 2273           | —                  |
| 1812 (en)         | James Madison             | Écrit  | 4 novembre   | 3242           | —                  |
| 1813 (en)         | James Madison             | Écrit  | 7 décembre   | 3257           | —                  |
| 1814 (en)         | James Madison             | Écrit  | 20 septembre | 2111           | —                  |
| 1815 (en)         | James Madison             | Écrit  | 5 décembre   | 3146           | —                  |
| 1816 (en)         | James Madison             | Écrit  | 3 décembre   | 3364           | —                  |
| 1817 (en)         | James Monroe              | Écrit  | 12 décembre  | 4418           | —                  |
| 1818 (en)         | James Monroe              | Écrit  | 16 novembre  | 4376           | —                  |
| 1819 (en)         | James Monroe              | Écrit  | 7 décembre   | 4702           | —                  |
| 1820 (en)         | James Monroe              | Écrit  | 14 novembre  | 3446           | —                  |
| 1821 (en)         | James Monroe              | Écrit  | 3 décembre   | 5814           | —                  |
| 1822 (en)         | James Monroe              | Écrit  | 3 décembre   | 4723           | —                  |
| 1824 (en)         | James Monroe              | Écrit  | 2 décembre   | 6358           | —                  |
| 1824 (en)         | James Monroe              | Écrit  | 7 décembre   | 8400           | —                  |
| 1825 (en)         | John Quincy Adams         | Écrit  | 6 décembre   | 8985           | —                  |
| 1826 (en)         | John Quincy Adams         | Écrit  | 5 décembre   | 7705           | —                  |
| 1827 (en)         | John Quincy Adams         | Écrit  | 4 décembre   | 6917           | —                  |
| 1828 (en)         | John Quincy Adams         | Écrit  | 2 décembre   | 7282           | —                  |
| 1829 (en)         | Andrew Jackson            | Écrit  | 8 décembre   | 10525          | —                  |
| 1830 (en)         | Andrew Jackson            | Écrit  | 6 décembre   | 15114          | —                  |
| 1831 (en)         | Andrew Jackson            | Écrit  | 6 décembre   | 7178           | —                  |
| 1832 (en)         | Andrew Jackson            | Écrit  | 4 décembre   | 7863           | —                  |
| 1833 (en)         | Andrew Jackson            | Écrit  | 3 décembre   | 7877           | —                  |
| 1834 (en)         | Andrew Jackson            | Écrit  | 1er décembre | 13411          | —                  |
| 1835 (en)         | Andrew Jackson            | Écrit  | 7 décembre   | 10825          | —                  |
| 1836 (en)         | Andrew Jackson            | Écrit  | 5 décembre   | 12367          | —                  |
| 1837 (en)         | Martin Van Buren          | Écrit  | 5 décembre   | 11449          | —                  |
| 1838 (en)         | Martin Van Buren          | Écrit  | 3 décembre   | 11488          | —                  |
| 1839 (en)         | Martin Van Buren          | Écrit  | 2 décembre   | 13431          | —                  |
| 1840 (en)         | Martin Van Buren          | Écrit  | 5 décembre   | 8991           | —                  |
| —                 | William Henry Harrison    | —      | —            | —              | —                  |
| 1841 (en)         | John Tyler                | Écrit  | 7 décembre   | 8241           | —                  |
| 1842 (en)         | John Tyler                | Écrit  | 6 décembre   | 8417           | —                  |
| 1843 (en)         | John Tyler                | Écrit  | 5 décembre   | 8036           | —                  |
| 1844 (en)         | John Tyler                | Écrit  | 3 décembre   | 9318           | —                  |
| 1845 (en)         | James K. Polk             | Écrit  | 2 décembre   | 16111          | —                  |
| 1846 (en)         | James K. Polk             | Écrit  | 8 décembre   | 18222          | —                  |
| 1847 (en)         | James K. Polk             | Écrit  | 7 décembre   | 16414          | —                  |
| 1848 (en)         | James K. Polk             | Écrit  | 5 décembre   | 21309          | —                  |
| 1849 (en)         | Zachary Taylor            | Écrit  | 4 décembre   | 7617           | —                  |
| 1850 (en)         | Millard Fillmore          | Écrit  | 2 décembre   | 8322           | —                  |
| 1851 (en)         | Millard Fillmore          | Écrit  | 2 décembre   | 13244          | —                  |
| 1852 (en)         | Millard Fillmore          | Écrit  | 6 décembre   | 9929           | —                  |
| 1853 (en)         | Franklin Pierce           | Écrit  | 5 décembre   | 9590           | —                  |
| 1854 (en)         | Franklin Pierce           | Écrit  | 4 décembre   | 10139          | —                  |
| 1855 (en)         | Franklin Pierce           | Écrit  | 31 décembre  | 11612          | —                  |
| 1856 (en)         | Franklin Pierce           | Écrit  | 2 décembre   | 10486          | —                  |
| 1857 (en)         | James Buchanan            | Écrit  | 8 décembre   | 13655          | —                  |
| 1858 (en)         | James Buchanan            | Écrit  | 6 décembre   | 16349          | —                  |
| 1859 (en)         | James Buchanan            | Écrit  | 19 décembre  | 12336          | —                  |
| 1860 (en)         | James Buchanan            | Écrit  | 3 décembre   | 14049          | —                  |
| 1861 (en)         | Abraham Lincoln           | Écrit  | 3 décembre   | 6987           | —                  |
| 1862 (en)         | Abraham Lincoln           | Écrit  | 1er décembre | 8385           | —                  |
| 1863 (en)         | Abraham Lincoln           | Écrit  | 19 décembre  | 6114           | —                  |
| 1864 (en)         | Abraham Lincoln           | Écrit  | 3 décembre   | 14049          | —                  |
| 1865 (en)         | Andrew Johnson            | Écrit  | 4 décembre   | 9232           | —                  |
| 1866 (en)         | Andrew Johnson            | Écrit  | 3 décembre   | 7134           | —                  |
| 1867 (en)         | Andrew Johnson            | Écrit  | 3 décembre   | 12002          | —                  |
| 1868 (en)         | Andrew Johnson            | Écrit  | 9 décembre   | 9834           | —                  |
| 1869 (en)         | Ulysses S. Grant          | Écrit  | 6 décembre   | 7706           | —                  |
| 1870 (en)         | Ulysses S. Grant          | Écrit  | 5 décembre   | 8743           | —                  |
| 1871 (en)         | Ulysses S. Grant          | Écrit  | 4 décembre   | 6459           | —                  |
| 1872 (en)         | Ulysses S. Grant          | Écrit  | 2 décembre   | 10102          | —                  |
| 1873 (en)         | Ulysses S. Grant          | Écrit  | 1er décembre | 10026          | —                  |
| 1874 (en)         | Ulysses S. Grant          | Écrit  | 7 décembre   | 9819           | —                  |
| 1875 (en)         | Ulysses S. Grant          | Écrit  | 7 décembre   | 12211          | —                  |
| 1876 (en)         | Ulysses S. Grant          | Écrit  | 5 décembre   | 6799           | —                  |
| 1877 (en)         | Rutherford B. Hayes       | Écrit  | 3 décembre   | 10724          | —                  |
| 1878 (en)         | Rutherford B. Hayes       | Écrit  | 2 décembre   | 7879           | —                  |
| 1879 (en)         | Rutherford B. Hayes       | Écrit  | 1er décembre | 11635          | —                  |
| 1880 (en)         | Rutherford B. Hayes       | Écrit  | 6 décembre   | 13347          | —                  |
| —                 | James A. Garfield         | —      | —            | —              | —                  |
| 1881 (en)         | Chester A. Arthur         | Écrit  | 6 décembre   | 13321          | —                  |
| 1882 (en)         | Chester A. Arthur         | Écrit  | 4 décembre   | 10274          | —                  |
| 1883 (en)         | Chester A. Arthur         | Écrit  | 4 décembre   | 8363           | —                  |
| 1884 (en)         | Chester A. Arthur         | Écrit  | 1er décembre | 8917           | —                  |
| 1885 (en)         | Grover Cleveland          | Écrit  | 8 décembre   | 19960          | —                  |
| 1886 (en)         | Grover Cleveland          | Écrit  | 6 décembre   | 15285          | —                  |
| 1887 (en)         | Grover Cleveland          | Écrit  | 6 décembre   | 5290           | —                  |
| 1888 (en)         | Grover Cleveland          | Écrit  | 3 décembre   | 13226          | —                  |
| 1889 (en)         | Benjamin Harrison         | Écrit  | 1er décembre | 13004          | —                  |
| 1890 (en)         | Benjamin Harrison         | Écrit  | 1er décembre | 11522          | —                  |
| 1891 (en)         | Benjamin Harrison         | Écrit  | 9 décembre   | 16306          | —                  |
| 1892 (en)         | Benjamin Harrison         | Écrit  | 6 décembre   | 13680          | —                  |
| 1893 (en)         | Grover Cleveland          | Écrit  | 4 décembre   | 12282          | —                  |
| 1894 (en)         | Grover Cleveland          | Écrit  | 3 décembre   | 15892          | —                  |
| 1895 (en)         | Grover Cleveland          | Écrit  | 2 décembre   | 14670          | —                  |
| 1896 (en)         | Grover Cleveland          | Écrit  | 7 décembre   | 15453          | —                  |
| 1897 (en)         | William McKinley          | Écrit  | 6 décembre   | 12113          | —                  |
| 1898 (en)         | William McKinley          | Écrit  | 5 décembre   | 20224          | —                  |
| 1899 (en)         | William McKinley          | Écrit  | 5 décembre   | 22831          | —                  |
| 1900 (en)         | William McKinley          | Écrit  | 3 décembre   | 19142          | —                  |
| 1901 (en)         | Theodore Roosevelt        | Écrit  | 3 décembre   | 19616          | —                  |
| 1902 (en)         | Theodore Roosevelt        | Écrit  | 5 décembre   | 9782           | —                  |
| 1903 (en)         | Theodore Roosevelt        | Écrit  | 7 décembre   | 14943          | —                  |
| 1904 (en)         | Theodore Roosevelt        | Écrit  | 6 décembre   | 17415          | —                  |
| 1905 (en)         | Theodore Roosevelt        | Écrit  | 5 décembre   | 25071          | —                  |
| 1906 (en)         | Theodore Roosevelt        | Écrit  | 3 décembre   | 23609          | —                  |
| 1907 (en)         | Theodore Roosevelt        | Écrit  | 3 décembre   | 27397          | —                  |
| 1908 (en)         | Theodore Roosevelt        | Écrit  | 8 décembre   | 19411          | —                  |
| 1909 (en)         | William Howard Taft       | Écrit  | 7 décembre   | 13901          | —                  |
| 1910 (en)         | William Howard Taft       | Écrit  | 6 décembre   | 27651          | —                  |
| 1911 (en)         | William Howard Taft       | Écrit  | 5 décembre   | 23744,         | —                  |
| 1912 (en)         | William Howard Taft       | Écrit  | 3 décembre   | 25161,         | —                  |
| 1913 (en)         | Woodrow Wilson            | Parlé  | 2 décembre   | 3553           | Inconnu            |
| 1914 (en)         | Woodrow Wilson            | Parlé  | 8 décembre   | 4537           | Inconnu            |
| 1915 (en)         | Woodrow Wilson            | Parlé  | 7 décembre   | 7687           | Inconnu            |
| 1916 (en)         | Woodrow Wilson            | Parlé  | 5 décembre   | 2118           | Inconnu            |
| 1917 (en)         | Woodrow Wilson            | Parlé  | 4 décembre   | 3913           | Inconnu            |
| 1918 (en)         | Woodrow Wilson            | Parlé  | 2 décembre   | 5463           | Inconnu            |
| 1919 (en)         | Woodrow Wilson            | Écrit  | 2 décembre   | 4756           | —                  |
| 1920 (en)         | Woodrow Wilson            | Écrit  | 7 décembre   | 2706           | —                  |
| 1921 (en)         | Warren G. Harding         | Parlé  | 6 décembre   | 5606           | Inconnu            |
| 1922 (en)         | Warren G. Harding         | Parlé  | 8 décembre   | 5748           | Inconnu            |
| 1923 (en)         | Calvin Coolidge           | Parlé  | 6 décembre   | 6706           | Inconnu            |
| 1924 (en)         | Calvin Coolidge           | Écrit  | 3 décembre   | 6968           | —                  |
| 1925 (en)         | Calvin Coolidge           | Écrit  | 8 décembre   | 10848          | —                  |
| 1926 (en)         | Calvin Coolidge           | Écrit  | 7 décembre   | 10305          | —                  |
| 1927 (en)         | Calvin Coolidge           | Écrit  | 6 décembre   | 8777           | —                  |
| 1928 (en)         | Calvin Coolidge           | Écrit  | 4 décembre   | 8061           | —                  |
| 1929 (en)         | Herbert Hoover            | Écrit  | 3 décembre   | 10994          | —                  |
| 1930 (en)         | Herbert Hoover            | Écrit  | 5 décembre   | 4536           | —                  |
| 1931 (en)         | Herbert Hoover            | Écrit  | 8 décembre   | 5682           | —                  |
| 1932 (en)         | Herbert Hoover            | Écrit  | 6 décembre   | 4201           | —                  |
| 1933              | —                         | —      | —            | —              | —                  |
| 1934 (en)         | Franklin Delano Roosevelt | Parlé  | 3 janvier    | 2230           | Inconnu            |
| 1935 (en)         | Franklin Delano Roosevelt | Parlé  | 4 janvier    | 3525           | Inconnu            |
| 1936 (en)         | Franklin Delano Roosevelt | Parlé  | 3 janvier    | 3826           | 50                 |
| 1937 (en)         | Franklin Delano Roosevelt | Parlé  | 6 janvier    | 2732           | Inconnu            |
| 1938 (en)         | Franklin Delano Roosevelt | Parlé  | 3 janvier    | 4697           | Inconnu            |
| 1939 (en)         | Franklin Delano Roosevelt | Parlé  | 4 janvier    | 3768           | Inconnu            |
| 1940 (en)         | Franklin Delano Roosevelt | Parlé  | 3 janvier    | 3196           | Inconnu            |
| 1941              | Franklin Delano Roosevelt | Parlé  | 6 janvier    | 3312           | Inconnu            |
| 1942 (en)         | Franklin Delano Roosevelt | Parlé  | 6 janvier    | 3511           | Inconnu            |
| 1943 (en)         | Franklin Delano Roosevelt | Parlé  | 7 janvier    | 4588           | Inconnu            |
| 1944              | Franklin Delano Roosevelt | Écrit  | 11 janvier   | 3805           | —                  |
| 1945 (en)         | Franklin Delano Roosevelt | Écrit  | 6 janvier    | 8211           | —                  |
| 1946 (en)         | Harry S. Truman           | Écrit  | 21 janvier   | 27465          | —                  |
| 1947 (en)         | Harry S. Truman           | Parlé  | 6 janvier    | 6028           | Inconnu            |
| 1948 (en)         | Harry S. Truman           | Parlé  | 7 janvier    | 5094           | Inconnu            |
| 1949 (en)         | Harry S. Truman           | Parlé  | 5 janvier    | 3401           | Inconnu            |
| 1950 (en)         | Harry S. Truman           | Parlé  | 4 janvier    | 5130           | Inconnu            |
| 1951 (en)         | Harry S. Truman           | Parlé  | 8 janvier    | 3994           | Inconnu            |
| 1952 (en)         | Harry S. Truman           | Parlé  | 9 janvier    | 5369           | Inconnu            |
| Janvier 1953 (en) | Harry S. Truman           | Écrit  | 7 janvier    | 9683           | —                  |
| Février 1953 (en) | Dwight D. Eisenhower      | Parlé  | 2 février    | 6973           | 56                 |
| 1954 (en)         | Dwight D. Eisenhower      | Parlé  | 7 janvier    | 5985           | 52                 |
| 1955 (en)         | Dwight D. Eisenhower      | Parlé  | 6 janvier    | 7250           | 53                 |
| 1956 (en)         | Dwight D. Eisenhower      | Écrit  | 5 janvier    | 8265           | —                  |
| 1957 (en)         | Dwight D. Eisenhower      | Parlé  | 10 janvier   | 4137           | 33                 |
| 1958 (en)         | Dwight D. Eisenhower      | Parlé  | 9 janvier    | 4915           | 44                 |
| 1959 (en)         | Dwight D. Eisenhower      | Parlé  | 9 janvier    | 4933           | 42                 |
| 1960 (en)         | Dwight D. Eisenhower      | Parlé  | 7 janvier    | 5633           | 45                 |
| 1961 (en)         | Dwight D. Eisenhower      | Écrit  | 12 janvier   | 6210           | —                  |
| 1961 (en)         | John F. Kennedy           | Parlé  | 30 janvier   | 5274           | 43                 |
| 1962 (en)         | John F. Kennedy           | Parlé  | 11 janvier   | 6569           | 53                 |
| 1963 (en)         | John F. Kennedy           | Parlé  | 14 janvier   | 5470           | 43                 |
| 1964 (en)         | Lyndon B. Johnson         | Parlé  | 8 janvier    | 3168           | 41                 |
| 1965 (en)         | Lyndon B. Johnson         | Parlé  | 4 janvier    | 4399           | 47                 |
| 1966 (en)         | Lyndon B. Johnson         | Parlé  | 12 janvier   | 5542           | 51                 |
| 1967 (en)         | Lyndon B. Johnson         | Parlé  | 10 janvier   | 7195           | 71                 |
| 1968 (en)         | Lyndon B. Johnson         | Parlé  | 17 janvier   | 4914           | 50                 |
| 1969 (en)         | Lyndon B. Johnson         | Parlé  | 14 janvier   | 4115           | 44                 |
| 1970 (en)         | Richard Nixon             | Parlé  | 22 janvier   | 4457           | 37                 |
| 1971 (en)         | Richard Nixon             | Parlé  | 22 janvier   | 4508           | 33                 |
| 1972 (en)         | Richard Nixon             | Parlé  | 20 janvier   | 3976           | 29                 |
| 1973 (en)         | Richard Nixon             | Écrit  | 2 février    | 27147,         | —                  |
| 1974 (en)         | Richard Nixon             | Parlé  | 30 janvier   | 5144           | 43                 |
| 1975 (en)         | Gerald Ford               | Parlé  | 15 janvier   | 4126           | 41                 |
| 1976 (en)         | Gerald Ford               | Parlé  | 19 janvier   | 4948           | 51                 |
| 1977 (en)         | Gerald Ford               | Parlé  | 12 janvier   | 4727           | 45                 |
| 1978 (en)         | Jimmy Carter              | Parlé  | 19 janvier   | 4580           | 46                 |
| 1979 (en)         | Jimmy Carter              | Parlé  | 25 janvier   | 3257           | 33                 |
| 1980 (en)         | Jimmy Carter              | Parlé  | 21 janvier   | 3412           | 32                 |
| 1981 (en)         | Jimmy Carter              | Écrit  | 16 janvier   | 33667          | —                  |
| 1981 (en)         | Ronald Reagan             | Parlé  | 18 février   | 4446           | 33                 |
| 1982 (en)         | Ronald Reagan             | Parlé  | 26 janvier   | 5154           | 40                 |
| 1983 (en)         | Ronald Reagan             | Parlé  | 25 janvier   | 5554           | 46                 |
| 1984 (en)         | Ronald Reagan             | Parlé  | 25 janvier   | 4931           | 43                 |
| 1985 (en)         | Ronald Reagan             | Parlé  | 6 février    | 4214           | 40                 |
| 1986 (en)         | Ronald Reagan             | Parlé  | 4 février    | 3514           | 31                 |
| 1987 (en)         | Ronald Reagan             | Parlé  | 27 janvier   | 3847           | 35                 |
| 1988 (en)         | Ronald Reagan             | Parlé  | 25 janvier   | 4955           | 44                 |
| 1989 (en)         | George H. W. Bush         | Parlé  | 9 février    | 4811           | 48                 |
| 1990 (en)         | George H. W. Bush         | Parlé  | 31 janvier   | 3777           | 36                 |
| 1991 (en)         | George H. W. Bush         | Parlé  | 29 janvier   | 3823           | 47                 |
| 1992 (en)         | George H. W. Bush         | Parlé  | 28 janvier   | 5012           | 51                 |
| 1993 (en)         | Bill Clinton              | Parlé  | 17 février   | 7003           | 66                 |
| 1994              | Bill Clinton              | Parlé  | 25 janvier   | 7432           | 64                 |
| 1995 (en)         | Bill Clinton              | Parlé  | 24 janvier   | 9190           | 85                 |
| 1996 (en)         | Bill Clinton              | Parlé  | 23 janvier   | 6317           | 67                 |
| 1997 (en)         | Bill Clinton              | Parlé  | 4 février    | 6774           | 64                 |
| 1998 (en)         | Bill Clinton              | Parlé  | 27 janvier   | 7303           | 77                 |
| 1999 (en)         | Bill Clinton              | Parlé  | 19 janvier   | 7514           | 79                 |
| 2000 (en)         | Bill Clinton              | Parlé  | 27 janvier   | 7452           | 89                 |
| 2001 (en)         | George W. Bush            | Parlé  | 27 février   | 4362           | 49                 |
| 2002 (en)         | George W. Bush            | Parlé  | 29 janvier   | 3878           | 48                 |
| 2003 (en)         | George W. Bush            | Parlé  | 28 janvier   | 5413           | 60                 |
| 2004 (en)         | George W. Bush            | Parlé  | 20 janvier   | 5229           | 54                 |
| 2005 (en)         | George W. Bush            | Parlé  | 2 février    | 5096           | 53                 |
| 2006 (en)         | George W. Bush            | Parlé  | 31 janvier   | 5323           | 51                 |
| 2007 (en)         | George W. Bush            | Parlé  | 23 janvier   | 5590           | 49                 |
| 2008 (en)         | George W. Bush            | Parlé  | 28 janvier   | 5790           | 53                 |
| 2009 (en)         | Barack Obama              | Parlé  | 24 février   | 5902           | 52                 |
| 2010 (en)         | Barack Obama              | Parlé  | 27 janvier   | 7304           | 69                 |
| 2011 (en)         | Barack Obama              | Parlé  | 25 janvier   | 6878           | 62                 |
| 2012 (en)         | Barack Obama              | Parlé  | 24 janvier   | 7059           | 65                 |
| 2013 (en)         | Barack Obama              | Parlé  | 12 février   | 6775           | 60                 |
| 2014 (en)         | Barack Obama              | Parlé  | 28 janvier   | 6989           | 65                 |
| 2015 (en)         | Barack Obama              | Parlé  | 20 janvier   | 6718           | 60                 |
| 2016 (en)         | Barack Obama              | Parlé  | 12 janvier   | 6044           | 59                 |
| 2017 (en)         | Donald Trump              | Parlé  | 28 février   | 5006           | 60                 |
| 2018 (en)         | Donald Trump              | Parlé  | 30 janvier   | 5839           | 81                 |
| 2019 (en)         | Donald Trump              | Parlé  | 5 février    | 5540           | 82                 |
| 2020 (en)         | Donald Trump              | Parlé  | 4 février    | 6217           | 78                 |
| 2021 (en)         | Joe Biden                 | Parlé  | 28 avril     | 8003           | 65                 |
| 2022 (en)         | Joe Biden                 | Parlé  | 1er mars     | 7705           | 62                 |
| 2023 (en)         | Joe Biden                 | Parlé  | 7 février    | 9216           | 73                 |
| 2024 (en)         | Joe Biden                 | Parlé  | 7 mars       | 8078           | 67                 |
| 2025 (en)         | Donald Trump              | Parlé  | 4 mars       | 9831           | 100                |